# Investor
 Ikke at forveksle med Investor AB.

En Investor er en person, virksomhed eller organisation, som har risikovillig kapital til rådighed og indskyder/investerer denne kapital i et projekt eller en virksomhed i forventning om at kunne opnå et afkast gennem udbytte eller senere salg.
| Økonomi | Spire Denne artikel om økonomi er en spire som bør udbygges. Du er velkommen til at hjælpe Wikipedia ved at udvide den. |